# 全昌寺 (尼崎市)
全昌寺（ぜんしょうじ）は兵庫県尼崎市寺町にある曹洞宗の寺院。山号は桃源山。
岐阜県大垣市にある「全昌寺」は分院である。

## 概要
慶長年間（1596年～1615年）膳所藩主・戸田氏の菩提寺として戸田甚五郎が膳所桃木原（現・滋賀県大津市）に建立したと伝えられる。
元和3年（1617年）戸田氏鉄が尼崎藩主として移封された際、随伴した僧・雪山呑秀により当地に再建された。
寛永11年（1635年）、戸田氏鉄の美濃国大垣藩移封により大垣でも「全昌寺」を建立、尼崎を本院とした。
文政5年（1822年）の火災で記録などが焼失、阪神・淡路大震災でも被災し、鐘楼などは再建された。

## 所在地・交通
兵庫県尼崎市開明町3-11
- 阪神本線 尼崎駅 徒歩5分